# 1995-ös magyar birkózóbajnokság
Az 1995-ös magyar birkózóbajnokság a nyolcvannyolcadik magyar bajnokság volt. A kötöttfogású bajnokságot június 3-án, a szabadfogású bajnokságot pedig június 2-án rendezték meg, mindkettőt Kecskeméten.

## Eredmények

### Férfi kötöttfogás
| Versenyszám | Arany                         | Arany | Ezüst                           | Ezüst | Bronz                             | Bronz |
| ----------- | ----------------------------- | ----- | ------------------------------- | ----- | --------------------------------- | ----- |
| 48 kg       | Szarka Imre Szegedi VSE       |       | Majer Roland Kecskeméti SC      |       | Vadász István Kalocsa SE          |       |
| 52 kg       | Hamzók József Kalocsa SE      |       | Micskei László Honvéd Szondi SE |       | Vadász Csaba Dunaferr SE          |       |
| 57 kg       | Cseri Attila Csepel SC        |       | Kistóth László Szegedi VSE      |       | Majoros István BVSC               |       |
| 62 kg       | Megyes Mátyás Vasas SC        |       | Plókai Adorján Eger SE          |       | Manczák Engelbert Ferencvárosi TC |       |
| 68 kg       | Repka Attila Diósgyőri BC     |       | Tokodi János Dunaferr SE        |       | Czifferszki Ákos BVSC             |       |
| 74 kg       | Berzicza Tamás Zalahús SE     |       | Takács János Tatabányai Bányász |       | Ritter Árpád Csepel SC            |       |
| 82 kg       | Garamvölgyi Gábor Csepel SC   |       | Simita Zsolt BVSC               |       | Kapuvári Gábor Vasas SC           |       |
| 90 kg       | Takács Ferenc BVSC            |       | Gelénesi Nándor Csepel SC       |       | Besze László Újpesti TE           |       |
| 100 kg      | Rizmajer György Újpesti TE    |       | Glázer József Csepel SC         |       | Kovács Tibor Dunaferr SE          |       |
| 130 kg      | Valentényi Sándor Dunaferr SE |       | Kékes György Újpesti TE         |       | Bartal Péter Honvéd Szondi SE     |       |

### Férfi szabadfogás
| Versenyszám | Arany                         | Arany | Ezüst                         | Ezüst | Bronz                           | Bronz |
| ----------- | ----------------------------- | ----- | ----------------------------- | ----- | ------------------------------- | ----- |
| 48 kg       | Óváry László BVSC             |       | Majer Roland Kecskeméti SC    |       | Horváth László Haladás VSE      |       |
| 52 kg       | Kiss Károly Csepel SC         |       | Vígh Attila Honvéd Szondi SE  |       | Vígh András Diósgyőri BC        |       |
| 57 kg       | Tihanics Tibor Vasas SC       |       | Juhász László BVSC            |       | Nagy Béla Csepel SC             |       |
| 62 kg       | Demeter István Újpesti TE     |       | Márkus Rudolf Ferencvárosi TC |       | Schmidgunszt László Csepel SC   |       |
| 68 kg       | Elekes Endre Csepel SC        |       | Elekes Zoltán Kalocsa SE      |       | Magnucz Ferenc Honvéd Szondi SE |       |
| 74 kg       | Lakatos Győző Diósgyőri BC    |       | Fórizs János Csepel SC        |       | Mészáros István Csepel SC       |       |
| 82 kg       | Dvorák László BVSC            |       | Berecz Sándor Dunaferr SE     |       | Barna Attila Diósgyőri BC       |       |
| 90 kg       | Irinyi István Diósgyőri BC    |       | Bacsa Péter Csepel SC         |       | Aubéli Ottó Csepel SC           |       |
| 100 kg      | Ignácz Zoltán Kecskeméti SC   |       | Ábrahám Tamás Csepel SC       |       | Glázer József Csepel SC         |       |
| 130 kg      | Valentényi Sándor Dunaferr SE |       | Balogh Tibor Ferencvárosi TC  |       | Deák Bárdos Mihály Diósgyőri BC |       |